# Kalk (okręg administracyjny Kolonii)
Kalk, Köln-Kalk – okręg administracyjny (niem. Stadtbezirk) w Kolonii, w Niemczech, w kraju związkowym Nadrenia Północna-Westfalia. 
W skład okręgu administracyjnego wchodzi dziewięć dzielnic (Stadtteil):
1. Brück
2. Höhenberg
3. Humboldt/Gremberg
4. Kalk
5. Merheim
6. Neubrück
7. Ostheim
8. Rath/Heumar
9. Vingst